# 第1钢琴协奏曲 (柴可夫斯基)

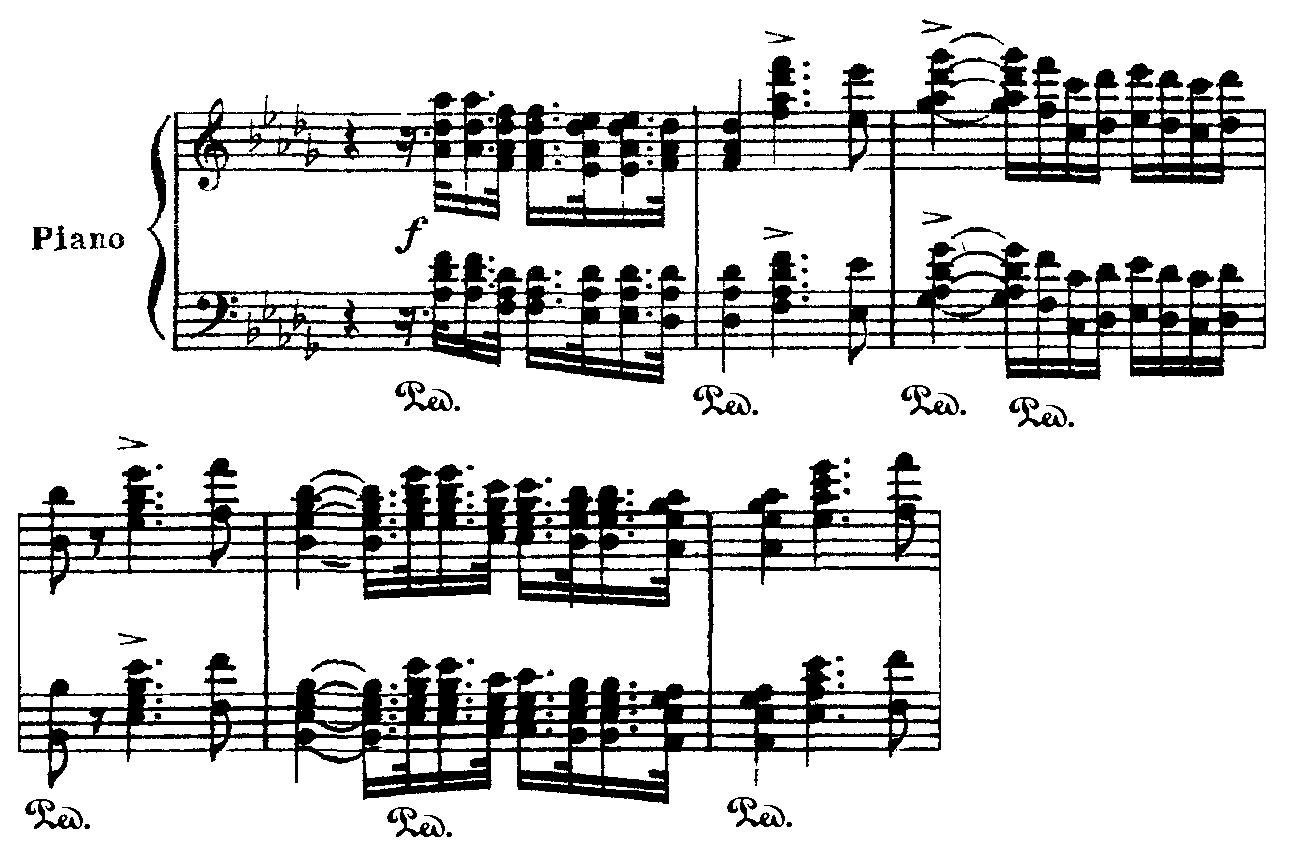
由鋼琴彈奏的第1號钢琴协奏曲樂譜

B♭小調第1號鋼琴協奏曲（俄語：Концерт для фортепиано с оркестром № 1），作品23，是俄國作曲家柴可夫斯基的钢琴协奏曲。創作於1874至75年間，题献给德国钢琴家兼指挥家汉斯·冯·彪罗。

## 创作歷程

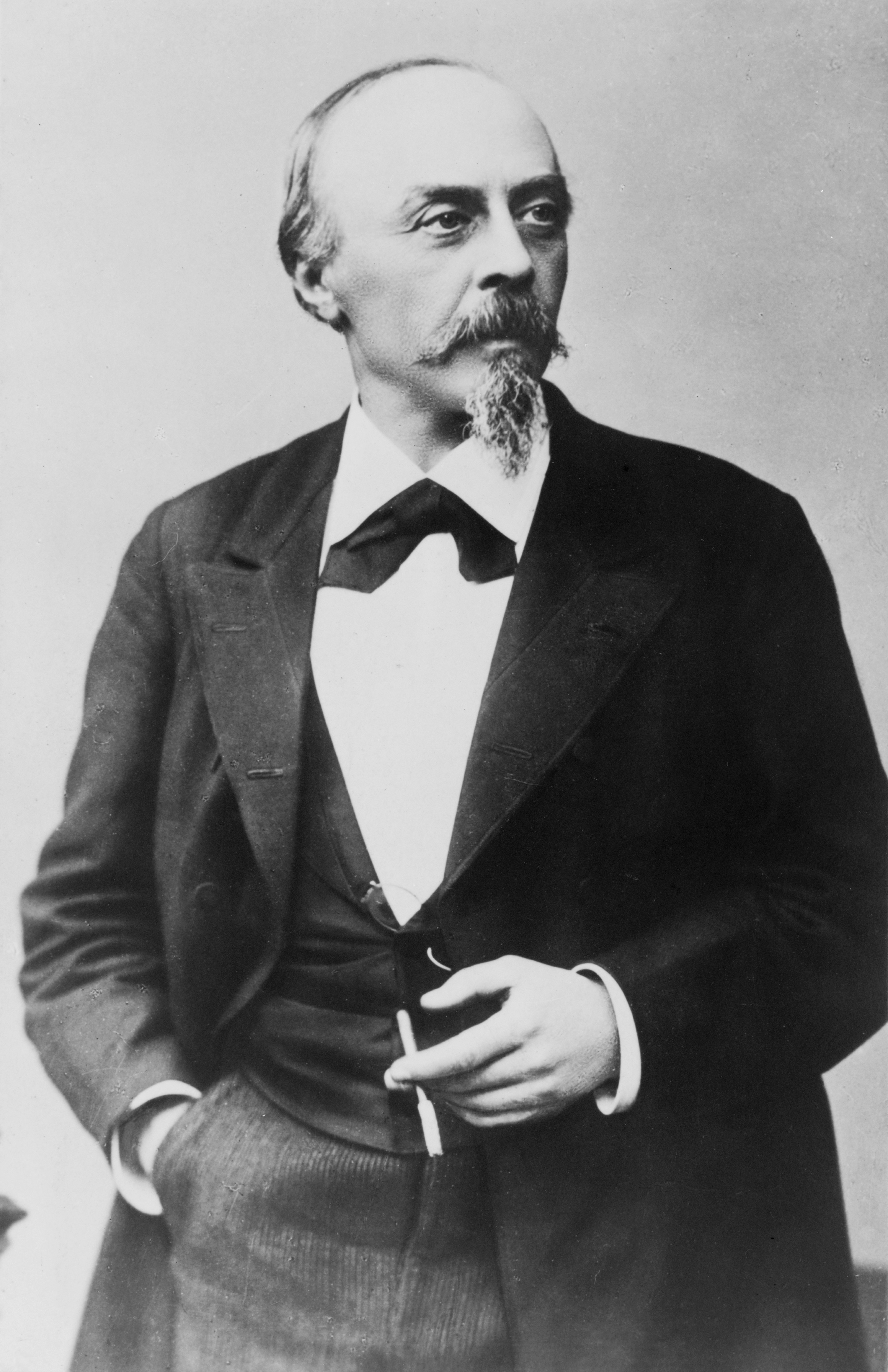
汉斯·冯·彪罗半身肖像，站立，面向右侧，手持带烟嘴的香烟。摄影师：E. Bieber，柏林与汉堡，宫廷摄影师。出版方：纽约布赖特科普夫与黑特尔出版社，出版时间：1880至1894年间。

柴可夫斯基于1874年在写给其弟的家信中首次提到创作這首樂曲的情况，不久后的12月，作品大致完成，柴可夫斯基原本打算将这部作品交给著名的钢琴家和作曲家尼古萊·魯賓斯坦来修订和首演，但是鲁宾斯坦對作品作出了无情的批评，令柴可夫斯基改变了初衷，将这部作品题献给了德国指挥家汉斯·冯·彪罗。
彪罗将这部协奏曲带到了美国，1875年10月25日在波士顿音乐厅进行了首演。19天以后，这部作品才回到了俄罗斯家乡，地点是圣彼得堡。由古斯塔夫·葛羅斯（即拉赫曼尼諾夫的老師）及捷克指揮家爱德华·那普拉夫尼克演出。但是這次俄罗斯的首演却又因演奏的速度过快而宣告失败。柴可夫斯基事後形容葛羅斯的表現是：「聲音有如被殘暴地演奏出來」。幸好，12月3日在莫斯科举行的演出則取得了空前的成功，當時擔任钢琴独奏的是当时年仅18岁的钢琴家和作曲家塔涅耶夫，而指揮正是當初拒絕彈奏的尼古萊·魯賓斯坦，他後來亦成為這首曲子的其中一位公認的演繹權威。

## 分析

### 配器
除去独奏钢琴之外，该作品所需乐队规模中等。

| 独奏钢琴 木管乐器 长笛：2 双簧管：2 B♭调单簧管：2 巴松管：2 | 铜管乐器 F调圆号：4 F调小号：2 长号：3（次中音两支，低音一支） | 定音鼓 | 弦乐器 第一、第二小提琴 中提琴 大提琴 低音提琴 |

依照工具書《管弦樂作品手冊》指示，上述之配器可簡記為"2 2 2 2—4 2 3 0—tmp—str"。

### 結構
本樂曲共分為三個樂章。
第一樂章
不太快的和极其庄严的快板—生气勃勃的快板（Allegro non troppo e molto maestoso - Allegro con spirito）
第二樂章
朴素的小行板—最急板—初速（Andantino simplice - Prestissimo）
第三樂章
火热的快板（Allegro con fuoco）

## 評價

### 聽眾人氣
第1号钢琴协奏曲不但是柴氏個人的著名作品，更是鋼琴協奏曲文獻當中最受歡迎者。1995年由日本音樂之友社（日語：音楽之友社）所出版的《作曲家分類之古典CD總目錄》（作曲家別名曲解説ライブラリー）顯示，第1号钢琴协奏曲有53張CD之多，遠較第2號（作品44，6張）以及未完成的第3號（作品75，5張）為多。而根據古典音樂串流Primephonic的查詢則顯示，第1號有多達638張CD的選擇（至2020年6月29日止）。

## 流行文化
此曲第一乐章的起始片段曾被奧森·威爾斯的CBS广播剧节目《空中水星剧场》用作主题曲。
2020年夏季奥林匹克运动会期间，无法以国家代表队名义参赛的俄罗斯运动员用俄罗斯奥委会代表团（且只使用缩写ROC）的名义参赛，颁奖典礼上升俄罗斯奥委会会旗，并用柴可夫斯基第一钢琴协奏曲第一乐章的起始片段代替俄罗斯国歌。2022年冬季奥林匹克运动会期间，俄罗斯奥委会代表团亦采用同等安排。

### 參照
1. ↑  Poznansky, Alexander. . New York; Toronto; New York: Schirmer Books ; Maxwell Macmillan Canada ; Maxwell Macmillan International. 1991  [2020-10-25]. ISBN 978-0-02-871885-9. OCLC 23286859. （原始内容存档于2020-10-28）.
2. ↑  Daniels, David.  3rd ed. Lanham: Scarecrow Press, Inc. 1996: 411. ISBN 0-8108-3228-3.
3. ↑  徳岡直樹; 連士堯. . 台北市: 有樂出版事業有限公司. 2019年8月: 38.
4. ↑  . NBC. 2021-07-25  [2021-07-27]. （原始内容存档于2021-08-04）.

## 外部連結
- 柴可夫斯基第1號鋼琴協奏曲：国际乐谱典藏计划上的乐谱